# Fondation Roi Baudouin
La fondation Roi Baudouin est une fondation indépendante et pluraliste, active en Belgique et au niveau européen et international.
En 2021, la fondation et les fonds qu'elle gère ont attribué 132 541 857 euros de soutien à 3 508 organisations et 1 448 individus.

## Histoire
La fondation Roi Baudouin est créée en 1976, à l'occasion des vingt-cinq ans de règne du roi Baudouin Ier de Belgique.
La présidence d'honneur est assurée par la reine Fabiola de 1993 jusqu'à sa mort en 2014.
En 2001, la fondation lance le prix Jean Vin qui récompense chaque année des projets de conservation du patrimoine naturel des Hautes Fagnes. En 2004, André Ganshof van der Meersch meurt et lègue 150 hectares de ses terres dans les communes de Maransart et Vieux-Genappe à la fondation Roi Baudouin. En 2007, la fondation lance un programme de trois ans sur la question de l'alimentation et la nutrition chez les jeunes et dans les écoles.
En 2018, un nouveau domaine d'action a été créé au sein de la fondation Roi Baudouin appelé « développement durable » et qui soutient, notamment, des projets portant sur l'économie circulaire. La fondation appuie également dix projets visant à former la jeunesse contre les fake news. À la suite de l'Incendie de Notre-Dame de Paris, la fondation Roi Baudouin ouvre un fonds pour récolter en Belgique les dons dédiés à sa reconstruction. En 2019, la fondation crée le fonds Bike in Brussels doté de 575 000 euros pour soutenir cinq projets visant à encourager l'utilisation du vélo à Bruxelles.

## Description
Programmes :
- Justice sociale et pauvreté
- Santé
- Patrimoine et culture
- Engagement sociétal
- Afrique, Amérique latine, Asie

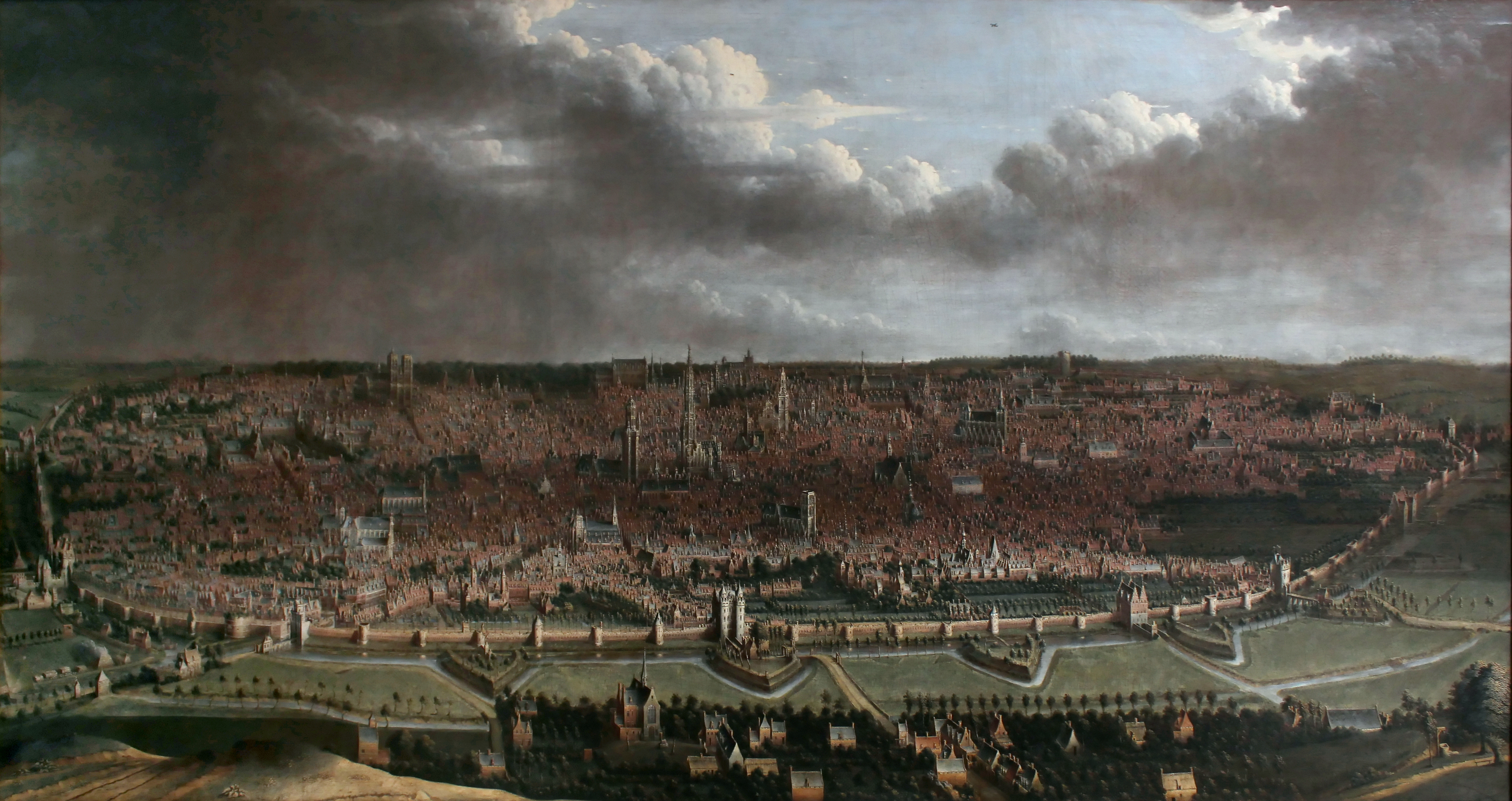
Tableau acquis par la fondation Roi-Baudouin avec l'aide de la Loterie nationale et donné en prêt à long terme aux musées royaux des Beaux-Arts de Belgique.

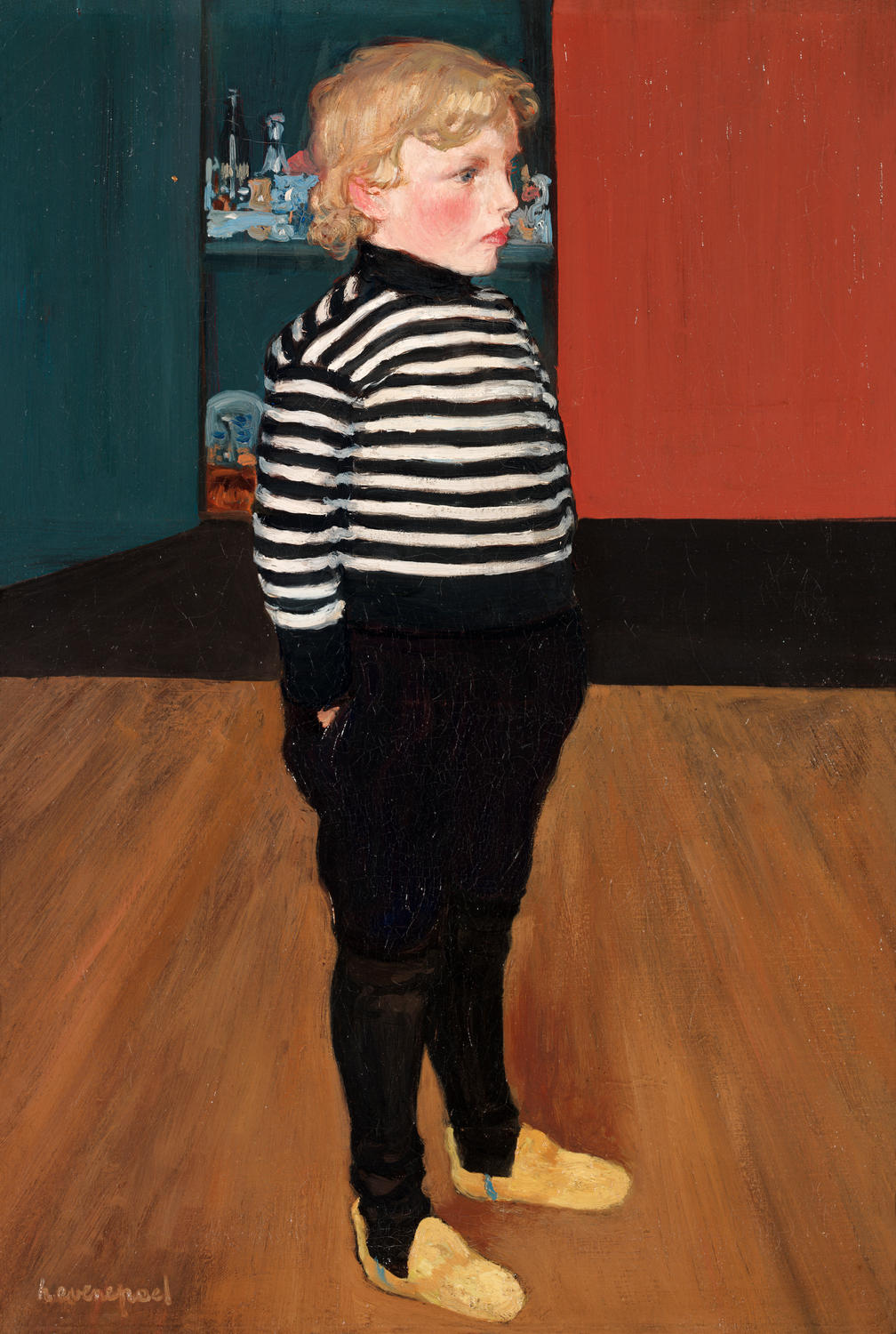
Henri Evenepoel : Charles au jersey rayé (1898), donné à la Fondation.

- Enseignement et développement des talents
- Europe
- Climat, environnement et biodiversité

La fondation réceptionne et gère les dons d'œuvres d'art. Elle acquiert ses propres œuvres à travers son Fonds du Patrimoine créé en 1987 (7 000 œuvres et 6 fonds d'archives). Elle met aussi à disposition le Fonds du mécénat, une structure autonome qui permet aux philanthropes de réaliser leurs projets.
La fondation décerne des prix annuels dont le prix Jacqueline Nonkels qui encourage l'étude du surréalisme belge.
La fondation organise également des débats sur d’importants thèmes sociétaux, communique les résultats de la recherche dans des publications (gratuites), noue des partenariats et stimule la philanthropie en Belgique, en Europe et au niveau international.
La fondation dispose d'un capital propre de 214 millions d'euros, opère avec un budget annuel de 45 millions d'euros et gère 450 fonds (2015).

## Actions
- Financement de la restauration et réinstallation du vitrail de Léon d'Oultres (1530) à la cathédrale Saint-Paul de Liège (Fonds Richard Forgeur, Fonds David Constant)[9]
- Plusieurs initiatives couvrant l'Islam en Belgique[11]
- Depuis 2003 : appui aux villages en Afrique de l'association FXB[12]
- Prix Reine Mathilde (annuel) : adresse le thème de la vulnérabilité des enfants et des jeunes[1]
- Prix Rousseeuw de Statistique qui récompense les innovations en matière de recherche statistique ayant un impact sur la société.

## Gouvernance
- Président d'honneur : la reine Mathilde (depuis 2015)[1].
- Président du conseil d'administration : Pierre Wunsch (depuis le 14 janvier 2022).
- Administrateur délégué : Luc Tayart de Borms, remplacé par Brieuc Van Damme à partir du 1er mai 2022[13].